# WorkPLAN
WorkPLAN est une famille de solutions logicielles (WorkPLAN Enterprise et MyWorkPLAN) de type ERP (Progiciel de gestion intégré) développées par Sescoi pour les fabricants à l'affaire ou les services travaillant sur la base de projets et qui ont besoin d'une solution ERP spécialisée.
Les utilisateurs types de cette solution ERP travaillent dans les secteurs suivants: l'automobile, l'aéronautique et la défense, la construction, la fabrication de moules et l'outillage.

## Historique
La première version de la solution ERP WorkPLAN a été commercialisée par Sescoi en 1992. La version 12, lancée en 2006, est la dernière version de cette solution.
Sescoi développe depuis 2003 une nouvelle génération de solutions ERP WorkPLAN, qu'il commercialise comme deux produits complémentaires. Le premier de ces produits est MyWorkPLAN, un système ERP modulaire pour la gestion de projets lancé en 2006. Le second est WorkPLAN Enterprise, une solution ERP complète lancée en 2008 pour les fabricants à l'affaire, les moulistes et les bureaux d'études. Ces deux produits utilisent le moteur de base de données MySQL et incluent une interface utilisateur refondue avec une arborescence de navigation similaire à celle utilisée dans les systèmes de CAO.
La version 3 de MyWorkPLAN et de WorkPLAN Enterprise a été lancée en 2009 et est maintenant certifiée par SAP AG.
La version 4 a été lancé au salon Euromold en Décembre 2010. Cette version comprend de nouveaux outils pour la gestion de la relation client (CRM) et une combinaison de méthodes de planification détaillée et simplifiée. Il inclut également une interface utilisateur mise à jour, un nouveau accès au système et de nouvelles fonctions pour gérer la production par lots.

## Fonctions
Les solutions ERP WorkPLAN permettent aux sociétés ou aux services d'automatiser et de gérer les éléments les plus importants de leur activité, tels que les coûts des projets, les devis, les commandes, la planification, la gestion de documents, l'analyse des fichiers de CAO 3D, les nomenclatures, la qualité, le contrôle des temps et de la présence via l'écran tactile, l'enregistrement des temps passés sur les tâches, les achats, la gestion du stock, les indicateurs clés de performance, une vue d'ensemble de la gestion et l'analyse stratégique. 

## Technologie
La première version de la solution ERP WorkPLAN a été développée avec Unify VISION et utilisait le moteur de base de données Unify DataServer de Unify Corporation.
Les deux nouveaux produits, MyWorkPLAN et WorkPLAN Enterprise, ont été développés avec PowerBuilder, Delphi et C++, et ils utilisent le moteur de base de données MySQL. Ils intègrent la technologie de la société nord-américaine Tom Sawyer pour la création et la visualisation graphiques des liens entre les tâches.

## Interfaces avec d'autres systèmes
WorkPLAN Enterprise et MyWorkPLAN incluent des interfaces avec les logiciels suivants :
- MS Office, MS Project et Open Office
- Systèmes de comptabilité (Sage, Quickbooks, Datev, Cegid, EBP, Varial, etc.)
- Systèmes de paie
- Autres systèmes ERP (SAP AG, Navision, etc.)
- Systèmes de FAO (WorkNC)
- Systèmes de CAO et PLM pour l'import de nomenclatures (VisiCAD, Think3, TopSolid, AutoCAD, Cimatron, ProEngineer, Unigraphics, etc.)
- Systèmes de CAO/FAO pour l'analyse des fichiers de CAO (STEP, IGES, CATIA V4 & V5, Unigraphics, SolidWorks, Solid Edge, Pro/Engineer, Parasolid, STL, etc.) et possibilité d'utiliser WorkXPlore 3D
- Systèmes de planification avancée (APS) (Ortems et Preactor)
- Systèmes de CRM (Sage Vente Parner, etc)
- Systèmes de fabrication, via l'outil XML Agent

## Domaines d'application
- Fabrication de moules
- Fabrication de modèles
- Outillages
- Mécanique générale

## Logiciels associés
- WorkNC est un logiciel de CFAO du 2 aux 5 axes.
- WorkNC Dental est un logiciel de CAO/FAO pour l'usinage dentaire.
- WorkXPlore 3D – Viewer - Visionneur 3D collaboratif